# Diversidad sexual en Catar
La diversidad sexual en Catar es un tema tabú, se percibe un alto grado de intolerancia en la sociedad y discriminación hacia la comunidad LGBT. El sistema judicial catarí se basa en la Shari'a, por el cual se establece desde latigazos y el exilio hasta la pena de muerte para todos aquellos que cometan adulterio, independientemente de la orientación sexual. Igualmente nunca se ha aplicado la pena capital y solo es imponible a miembros de la comunidad musulmana.
Por otro lado, Catar posee un código penal propio por el que se tipifica como delito los actos homosexuales. Se castigan con penas de hasta 5 años de prisión.

## Código Criminal
El artículo 201 del Código Penal de 1971 castiga la sodomía cometida entre dos adultos consensuales (independientemente del sexo) con hasta cinco años de cárcel. Como una de las naciones musulmanas más moderadas de Medio Oriente en la aplicación de castigos por estos crímenes, el cumplimiento de la ley suele ser esporádico y en caso de que el infractor sea extranjero simplemente se lo deporta o se le da la posibilidad de dejar el país, aunque desde la década de 1990, el gobierno ha anunciado qué medidas enérgicas para que se cumplan las leyes serán tomadas.
En la década de 1990 la Administración de Empleo Filipino de Ultramar informó de que "trabajadores filipinos homosexuales eran inhabilitados en Catar". Este informe fue en respuesta a un arresto masivo que el gobierno catarí efectuó contra trabajadores filipinos para deportarlos inmediatamente después de ser aprehendidos, acusados de cometer el delito de homosexualidad.
En 2002, se levantaron protestas contra el gobierno debido a la política en el Weill Cornell Medical College. Allí, organizaciones internacionales mostraron consternación debido a que estudiantes de medicina LGBT podrían enfrentar procesos judiciales debido a sus orientaciones sexuales.
En el anterior código penal catarí, de 1971, el sexo anal entre dos adultos merecía penas de cárcel no inferiores a cinco años. En 2004 se sustituyó esta ley por un nuevo código, pero también en éste se dedica todo un capítulo a la "Instigación del libertinaje, la disipación y la fornicación". Por supuesto, la sodomía sigue estando específicamente castigada (así como el adulterio femenino): el artículo 296 asigna una pena entre uno y tres años a quién "llevase, instigase o sedujese a un hombre de cualquier manera para practicar la sodomía". En el 298 también se castiga, con "no más de diez años de prisión", a quien "haga de la sodomía o el adulterio una profesión".

## Controversia de la Copa Mundial de la FIFA 2022
En 2010, poco después de que Catar fuera seleccionado para albergar la Copa Mundial de la FIFA 2022 se le preguntó al presidente de la FIFA, Joseph Blatter sobre la realidad política de los homosexuales en Catar y respondió que los fanáticos del fútbol gay en Catar "deberían abstenerse de cualquier actividad sexual". Tras ser criticado por este comentario, Blatter agregó que: "Nosotros, la FIFA no queremos ninguna discriminación. Lo que queremos hacer es abrir este juego a todos y abrirlo a todas las culturas, y eso es lo que estamos haciendo en 2022". 
En 2011, un miembro del Parlamento holandés por el Partido por la Libertad (PVV) propuso que el equipo de fútbol holandés jugara de rosa, en lugar del color nacional del país, el naranja, para protestar por la situación de los derechos de los homosexuales en Catar. 
En 2013, el jefe del equipo de candidatura de Catar para la Copa del Mundo, Hassan Al-Thawadi dijo que todos eran bienvenidos al evento, siempre y cuando se abstuvieran de mostrar afecto en público. La demostración pública de afecto no es parte de nuestra cultura y tradición, dijo. En 2013, Kuwait propuso prohibir a los extranjeros homosexuales entrar en cualquiera de los países cooperativos del Golfo, y el CCG acordó discutirlo. Sin embargo, el CCG dio marcha atrás, posiblemente debido a las preocupaciones sobre el efecto en la organización de la Copa del Mundo de 2022 en Catar. 
En noviembre de 2021 el futbolista australiano Josh Cavallo el único jugador actual de la liga que es abiertamente gay, dijo que tendría miedo de viajar a Catar para jugar, a lo que Nasser Al Khater, jefe del comité organizador del torneo, respondió que Cavallo sería "bienvenido" en el país. 
Los funcionarios de Catar declararon inicialmente en diciembre de 2020 que, de acuerdo con la política de inclusión de la FIFA, no restringiría la visualización de imágenes pro-LGBT (como banderas del arcoíris) en los partidos durante la Copa del Mundo. Sin embargo, en abril de 2022, un alto funcionario de seguridad que supervisaba el torneo declaró que había planes para confiscar las banderas del orgullo gay a los espectadores, supuestamente como medida de seguridad para protegerlos de altercados con espectadores anti-LGBT. Fare Network criticó el informe, argumentando que las acciones contra la comunidad LGBT por parte del estado preocupaban más a los asistentes a la Copa del Mundo que las acciones de los individuos. 
El general de división Abdulaziz Abdullah Al Ansari afirmó que los fanáticos también deben respetar las normas del país anfitrión y aseguró su privacidad al agregar: "Reservar la habitación juntos, dormir juntos, esto es algo que no nos concierne estamos aquí para administrar la torneo. No vayamos más allá, las cosas personales individuales de los aficionados". 
En mayo de 2022, algunos hoteles incluidos en la lista oficial de la FIFA de alojamiento recomendado para el evento de la Copa del Mundo se negaron rotundamente a proporcionar alojamiento a parejas del mismo sexo. Otros hoteles de la lista indicaron que aceptarían reservas para parejas del mismo sexo siempre que ocultaran su relación en público. FIFA afirmó que se aseguraría de que los hoteles mencionados vuelvan a ser conscientes de los estrictos requisitos en relación con la recepción de huéspedes de manera no discriminatoria.  
Durante una conferencia de prensa en Alemania el 20 de mayo, el emir de Catar, el jeque Tamim bin Hamad Al Thani, declaró que los visitantes LGBT serían bienvenidos a la Copa del Mundo de 2022, pero deben respetar la cultura de la nación.
En septiembre de 2022, según un informe de The Guardian la FA (Asociación inglesa de Fútbol) aseguró que las parejas LGBT no serán arrestadas mientras se toman de la mano o se besan en público en Catar. La FA ha declarado que los fanáticos con banderas del arco iris no serán arrestados siempre que no "falten el respeto" a la cultura y las normas locales al colocar banderas sobre las mezquitas en Catar. 
Un informe de octubre de 2022 de Human Rights Watch alega brutalidad policial sistémica contra personas LGBT en Catar, según informes de testigos presenciales de 2019 a 2022.
Transport for London prohibió a Catar hacer publicidad en los sistemas de autobuses, taxis y metro de Londres después de una protesta por la prohibición de que los equipos europeos participen en la Copa del Mundo en Catar con brazaletes que apoyen los derechos LGBT+. Posteriormente, Catar dijo que estaba revisando sus inversiones actuales y futuras en Londres.